# Distretto di Chongchuan
Il distretto di Chongchuan (崇川区S, Chóngchuān QūP) è un distretto della Cina, situato nella provincia di Jiangsu e amministrato dalla prefettura di Nantong.
Nel luglio 2020 assorbì il distretto di Gangzha.